# Mohisme
Het mohisme was een stroming tijdens de bloeiperiode van de klassieke Chinese filosofie. Dat was de periode die ook wel aangeduid wordt met de Honderd Scholen van het denken. Politiek valt deze periode grotendeels samen met die van de Strijdende Staten (475 - 221 v.Chr.). Het tijdperk wordt de gouden eeuw van de Chinese filosofie genoemd, omdat er zeer veel nieuwe ideeën ontstonden en vrij gediscussieerd kon worden. De intellectuelen van deze gouden eeuw werkten veelal voor de staat op het gebied van oorlogsvoering en diplomatie.
Het mohisme wordt gezien als de eerste filosofische stroming die een vorm van consequentialisme formuleerde, waarin ethisch juist handelen beoordeeld wordt op het gevolg van een handeling of activiteit en niet zozeer op de handeling zelf. Het ontwikkelde een stelsel van normen en waarden, gebaseerd op utilitarisme waarbij de morele toetsing van een handeling beoordeeld wordt aan de bijdrage die deze handeling levert aan het algemeen nut. Bevordering van geluk voor alle mensen is de kern van die opvatting over algemeen nut.
Het mohisme ontwikkelde zich in die periode naast het confucianisme, taoïsme en het legalisme als een van de vier hoofdstromingen binnen de Chinese filosofie. Het werd in de periode van de Strijdende Staten gezien als de belangrijkste rivaal van het confucianisme. Hedendaagse cultuurhistorici zien naast inderdaad soms aanzienlijke verschillen met het confucianisme ook een aantal – zij het anders verwoorde – overeenkomsten.
In tegenstelling tot de Gesprekken die aan Confucius worden toegeschreven en vooral uitspraken bevat, bestaan de teksten van het mohisme uit essays, abstracte verhandelingen over de logica alsmede handleidingen voor belegeringskunst.

## Grondlegger
De grondlegger van de stroming was Mozi (Chinees: 墨子; Pinyin: Mòzǐ) of Micius (circa 470 - 390 v. Chr.). Er is weinig bekend over Mozi zelf. Mo is een ongebruikelijke naam in China. Het is een woord dat meestal gebruikt wordt om inkt aan te duiden. Er zijn dan ook historici die uitgaan van de veronderstelling, dat Mozi niet de oorspronkelijke naam geweest kan zijn, maar een soort bijnaam die hij gekregen had omdat hij ooit een slaaf of veroordeeld was geweest en zijn gezicht om die reden een aantal tatoeages had.

## De kern van het mohisme
De canon van het mohisme is een werk, dat ook de naam Mozi heeft en bestaat uit een beschrijving van elf doctrines. De overgeleverde teksten zijn waarschijnlijk niet door Mozi zelf geschreven, maar door meerdere generaties leerlingen en later aan hem toegeschreven. Net als de confucianisten geloofden de mohisten in een ideale samenleving uit een ver verleden en ontwikkelden op basis van hun interpretaties daarvan eigen versies van die tradities.
Iedere doctrine wordt in een aantal hoofdstukken beschreven. In het oorspronkelijke werk moet ieder van die elf doctrines in drie versies beschreven zijn. Het is mogelijk dat dit verband houdt met ook verschillende opvattingen binnen het oorspronkelijke mohisme zelf. Het is duidelijk, dat de gevonden en nu bekende tekst een aantal hoofdstukken mist, maar er is van ieder van de elf doctrines minimaal een versie bekend. De eerste doctrine wordt beschreven in een aantal hoofdstukken met als titel  Tegen Confucius . De overige tien doctrines worden onderverdeeld in drie delen die de opvattingen van Mozi en zijn volgelingen beschrijven ten aanzien van Hemel, Aarde en Mens.

### Tegen Confucius
De eerste hoofdstukken van het werk hebben de titel Tegen Confucius. De tekst is een felle aanval op de aanhangers van het confucianisme. Die worden beschreven als valse personen met hun hang naar uitgebreide rituelen en muziek die hun familie bedriegen met langdurige rouwprocessen en gespeeld verdriet. Over Confucius zelf zegt de tekst:
 zijn leer kan niet gebruikt worden om te beslissen wat goed en juist is voor de huidige tijd en zijn denkwijze kan mensen niet helpen. Ook al zou men een zeer hoge leeftijd bereiken, dan nog is de tijd onvoldoende om al zijn voorgeschreven rituelen uit te voeren en zelfs een groot fortuin is niet in staat om al zijn muziek te laten uitvoeren. Met zijn uitgebreide voor de show bedachte rituelen en verdorven praktijken wist hij de heersers van die tijd onder zijn controle te krijgen en met zijn muzikale uitvoeringen draaide hij het volk een rad voor de ogen. Zijn doctrines kunnen niet gebruikt worden voor de huidige tijd en zijn leer is niet in staat om de meerderheid van de mensen te instrueren

### Mens
De in dit deel beschreven drie doctrines hebben de titels Eer de verstandigen, Identificatie met meerderen en Algemene liefde. De eerste doctrine heeft grote overeenkomst met het confucianisme. De essentie is dat heersers geen mensen in dienst moeten nemen op basis van hun familierelatie met hen dan wel rijkdom, maar op basis van het intellect van die personen.
Identificatie met meerderen heeft als uitgangspunt dat ieder mens zijn eigen opvattingen heeft over juist gedrag. Dat leidt tot de noodzaak van een Zoon van de Hemel die in staat is die verschillende opvattingen te verenigen. Daaronder is een noodzaak van meerdere hiërarchieën van feodale heren en beambten. Die dienen niet onafhankelijk te opereren, maar moeten zich identificeren met de boven hun gestelde superieuren. Ook deze doctrine heeft overeenkomsten met teksten van het confucianisme die factiestrijd sterk veroordelen. Ook die teksten hebben een visie op een regering waar adviezen aan een Zoon van de Hemel worden gezonden die dan een beslissing neemt die door allen dient te worden geaccepteerd.
De doctrine van de Algemene liefde wordt vaak gezien als het belangrijkste punt van verschil met het confucianisme. Het laatste legde sterk de nadruk op het respect en liefde van kinderen voor ouders en de familie meer in het algemeen. Het mohisme gaat uit van een gelijke mate van respect voor iedereen. In de tekst wordt de heerser ook geadviseerd het naleven van deze doctrine te bevorderen door een systeem van beloningen dan wel straffen.

### Aarde
In dit deel worden vier doctrines beschreven: Tegen aanvalsoorlogen, Bescheidenheid in uitgaven, Bescheidenheid in begrafenissen en Tegen muziek.
Het mohisme veroordeelde iedere vorm van offensieve oorlogsvoering als een vorm van verspilling en vanwege de opvatting dat men niet het morele gezag kon hebben om geringe misdaden te veroordelen als men de veel grote misdaad van offensieve oorlogsvoering wel verantwoord achtte. De mohisten waren echter geen pacifisten. In de periode van de Strijdende Staten traden veel mohisten op als belegeringsexpert in dienst van steden in kleinere staten die zich moesten verweren tegen aanvallen van strijdkrachten uit grotere staten.
In Bescheidenheid in uitgaven wordt betoogd dat men de kosten voor kleren, huisvesting, boten enz. dient te beperken tot wat doelmatig is. Het is een aanval op de nutteloos geachte decoraties van die zaken. Alleen datgene wat ook het doel dient zou toegestaan moeten worden, zodat beschikbare middelen niet verspild worden en meer mensen van die beschikbare middelen kunnen profiteren.
De essentie van Bescheidenheid in begrafenissen is, dat uitgebreide rouwrituelen verspilling zijn en mensen afleidt van productief werk. Wijze heersers zouden maatregelen moeten nemen die de armen minder arm maken, zorgt voor uitbreiding van de bevolking en het handhaven van orde. Uitgebreide begrafenisrituelen en langdurige rouwperiodes brengt die doelen niet naderbij en zijn derhalve niet juist.
Ook in Tegen muziek wordt betoogd dat deze activiteit onjuist is omdat het verspilling is en geen doel heeft zoals boten en huizen een doel hebben. Hier was het mohisme volstrekt in tegenstelling met het confucianisme. Iets latere confucianisten zoals Xunzi (312 - 230 v.Chr.) hadden als commentaar hierop dat  Mozi volstrekt verblind was door het denken in nut en niets van cultuur begreep.

### Hemel
Het oorspronkelijke mohisme verschilde van het confucianisme in de zin dat het religieuze sancties noodzakelijk achtte om menselijk gedrag te corrigeren. Dit aspect wordt beschreven in drie doctrines met de titels De wil van de Hemel, Over het Verklaren van Geesten en Tegen Fatalisme.
De eerste doctrine gaat uit van een Hemel, die alle mensen liefheeft en als doel heeft het geluk van alle mensen te bevorderen. Mensen dienen de wil van de Hemel te accepteren, omdat de Hemel rechtvaardigheid verlangt en onrechtvaardigheid verafschuwt. Mensen wensen geluk en welvaart en verafschuwen ongeluk en rampen. Om die te vermijden moet de Wil van de Hemel nageleefd worden.
In Over het Verklaren van Geesten is er een poging om het daadwerkelijke bestaan van geesten aan te tonen. Hier is weer sprake van enige overeenkomst met het confucianisme. Nadat de vroegere ideale samenleving heeft opgehouden te bestaan, is de wereld in verval geraakt en heerst er chaos. Die chaos blijft, omdat mensen twijfelen of geesten daadwerkelijk bestaan en het voor hen niet duidelijk is dat geesten werkelijk in staat zijn de goeden te belonen en de kwaden te straffen.
In  Tegen Fatalisme wordt het geloof in het lot aangevallen omdat het menselijk initiatief zou belemmeren. Het confucianisme had een zeker geloof in lot en bestemming, maar de manier waarop dat geloof in de   Mozi  beschreven wordt is feitelijk een karikatuur van het confucianisme.
Het verschil in beide opvattingen is feitelijk, dat het mohisme geloofde dat de Hemel juist handelen zou belonen en slecht handelen zou straffen en het confucianisme aanvaardde dat juist handelen niet altijd beloond wordt, maar dat desalniettemin toch iedereen gehouden is tot dat juiste handelen.

## Het verdwijnen van het mohisme
Tijdens de Han-dynastie (206 v.Chr. - 220 na Chr.) verdween het mohisme als een apart te onderscheiden filosofische stroming. De oorzaken daarvoor zijn niet geheel duidelijk. Tijdens de dynastie in een weer herenigd China was sprake van een economische opleving door groeiende handel met het buitenland, een toenemende bevolking en welvaart. Een aantal historici veronderstelt, dat in die situatie de meer extreme varianten van mohisme ten aanzien van uitsluitend denken in termen van nut niet langer houdbaar waren. In die situatie werden de overeenkomsten met het confucianisme groter dan de verschillen en verdween mohisme als afzonderlijk te onderscheiden richting.
Het oorspronkelijke mohisme had daarvoor al kritiek ontvangen dat het naïef en onwetend ten aanzien van de menselijke natuur zou zijn.
Zhuangzi formuleerde circa 280 v. Chr. over Mozi, dat 
 hoewel mensen zingen, hij zingen veroordeelt. Hoewel mensen huilen, hij huilen veroordeelt. Hoewel mensen van muziek houden, hij muziek veroordeelt. Kan dat werkelijk in overeenstemming zijn met de menselijke natuur? Een dergelijke leer is te hard. Het gevolg is rouw en verdriet bij mensen. Zijn leer is te moeilijk om naar te leven en kan niet beschouwd worden als het Pad van de Wijze Koningen van vroeger 